# Tom Wesselmann
Tom Wesselmann (Cincinnati, Ohio, 23 de febrero de 1931 – Nueva York, 22 de diciembre de 2004) fue un pintor de pop-art estadounidense.
Hasta su fallecimiento, Wesselmann era uno de los últimos grandes maestros del pop-art americano en activo, muy popular por sus audaces e impactantes desnudos femeninos.

## Carrera
Se matriculó para la carrera de Psicología en 1951, pero al año siguiente fue llamado a filas por la guerra de Corea. Sin embargo, finalmente fue destinado a Fort Riley, en Kansas.
Creó tiras de cómic sobre la vida militar, y posteriormente diversificó sus temas. Abandonó el Ejército (1954), reanudó la carrera de Psicología y se licenció en 1956. Fue entonces cuando se trasladó a Nueva York para dedicarse al cómic. Estudió en la Cooper Union School of Art and Architecture hasta 1959.
Sus primeros tanteos como pintor, bajo influencia de Willem de Kooning, se mueven en el expresionismo abstracto entonces en boga. En 1959 elaboró sus primeros collages abstractos, pero pronto se interesó por la figuración de Matisse, Van Gogh y Modigliani, y al año siguiente pintó sus primeras obras figurativas, incluyendo paisajes.
Su primera muestra individual, en la Tanager Gallery de Nueva York, tuvo lugar en 1961. Ese mismo año inició su extenso ciclo de Great American Nudes (Grandes desnudos americanos). Los primeros eran collages de formato reducido, pero los posteriores los realizó al óleo (latín oleum aceite) y con colores acrílicos en grandes formatos. En algunos de ellos incorporó objetos reales.
Un lienzo de dicha serie, Desnudo nº 1, de 1970, cuelga en el Museo Thyssen-Bornemisza de Madrid.
En fechas posteriores, Wesselmann produjo series sobre fumadores, así como enormes bodegones con elementos de la vida cotidiana, como electrodomésticos, botellas, helados. Experimentó con la escultura, por medio de planchas recortadas.
Su producción gráfica es amplia y abarca varias técnicas (litografía, serigrafía, aguatinta).
Protagonizó una sonada antológica en Japón en 1993-94.

## Algunas exposiciones
| Exposiciones colectivas | Exposiciones individuales |
| --- | --- |
| - 1962 - Sidney Janis Gallery - New Realist Exhibition - The MoMA - Recent Painting USA: The Figure - Contemporary Art Museum (Houston, Texas) - Pop Goes the Easel - 1963 - The Rose Art Museum - New Directions in American Painting (traveled in 1964 under the administration of the Poses Institute of Fine Art) - 1964 - The Rose Art Museum - Boston Collects Modern Art - Institute of Contemporary Arts, Londres - The Popular Image - Bianchini Gallery - The American Supermarket - 1965 - Worcester Art Museum - New American Realism - Whitney Museum of American Art - Annual Exhibition of Contemporary American Painting - 1966 - Cincinnati Art Museum - Art Market Part IV - Galería Nacional de Arte Moderno - Dada 1916-1966 - The MoMA - Art in the Mirror - The MoMA - Contemporary American Still Life - 1967 - - 1970 - Sidney Janis Gallery - 7 Artists - 1977 - The MoMA - American Art Since 1945 - 1984 - The Whitney Museum of American Art - BLAM! The explosion of Pop, Minimalism & Performance 1958-64, curó Barbara Haskell - 1988 - 43.ª Bienal, Venecia - 1992 - Isetan Museum, Shinjuku - Figures of Contemporary Sculpture - Sidney Janis Gallery - 20th Century Masters-Works on Paper - Fundación Cartier, Jouy-en-Josas - Azur | - 1961 - Tanager Gallery - New York City - 1962 - Green Gallery - New York City - 1964 - Green Gallery - New York City - 1965 - Green Gallery - New York City - 1966 - Sidney Janis Gallery - New York City - 1967 - Ileana Sonnabend Gallery - Paris - Dayton's Gallery - Minneapolis - DeCordova Museum - Lincoln - Galería Giò Marconi - Milán - 1978 - Institute of Contemporary Art - Boston - Grand Palais - Paris - Galerie Serge de Bloe - Bruselas - 1983 - Sander Gallery - New York City - Delahunty Gallery - Dallas, Texas - 1988 - Tokoro Gallery - Tokio - 1989 - Blum Helman Gallery - Santa Monica - Galerie Joachim Becker - Cannes - 1990 - Studio Trisorio - Naples - Tom Wesselmann, Laser Nudes - 1991 - Contemporary Art Center - Cincinnati - Wesselmann: Graphics/Multiples Retrospective 1964-1990 - Edward Totah Gallery - Londres - Tom Wesselmann Black and Gray - 1992 - Gallery Tokoro - Tokio - Tom Wesselmann: Recent Still Lifes and Landscapes - 1993 - Isetan Museum - Shinjuku - 1994 - Institut für Kulturaustausch - Tubinga - Tom Wesselmann: 1959-1993 - 1995 - Maxwell Davidson Gallery, New York City - Tom Wesselmann: Lasers and Lithos - 1998 - Sidney Janis Gallery, New York City - "Tom Wesselmann: New Abstract Paintings" - 1999 - Maxwell Davidson Gallery, New York City - Small Scale: Small Survey - 2000 - Joseph Helman Gallery, New York City - "Tom Wesselmann: Blue Nudes" - 2003 - Maxwell Davidson Gallery, New York City - Tom Wesselmann: The Great American 60s - 2003 - Robert Miller Gallery, New York City - "Tom Wesselmann" - 2006 - L & M Arts, New York City - "The Sixties" - 2006 - Robert Miller Gallery, New York City - "Sunset Nudes" - 2007 - Yvon Lambert Gallery/Maxwell Davidson Gallery, New York City - Tom Wesselmann: Drop-Out - 2009 - Haunch of Venison Gallery, New York City - "Tom Wesselmann Draws" - 2010 - Maxwell Davidson Gallery, New York City - Tom Wesselmann: Plastic Works - 2010 - Museum of Art, Fort Lauderdale - "Tom Wesselmann Draws" - 2010 - Haunch of Venison Gallery, Londres - "Tom Wesselmann: 1958 - 2004" - 2012 - Montreal Museum Of Fine Arts, Montreal - "Beyond Pop: Tom Wesselmann" - 2013 - Virginia Museum of Fine Arts, Richmond - "Pop Art and Beyond: Tom Wesselmann" |